# Balantiopsis splendens
Balantiopsis splendens là một loài rêu trong họ Balantiopsaceae. Loài này được Stephani J.J. Engel & G.L. Merr. mô tả khoa học đầu tiên năm 1997.